# Joseph Kosinski
Joseph (Joe) Kosinski (Milwaukee, 3 mei 1974) is een Amerikaans filmregisseur.

## Biografie
Joseph Kosinski werd in 1974 in Milwaukee (Wisconsin) geboren als de zoon van Joel Kosinski en Patricia Provost. Zijn vader is een dokter van Poolse afkomst, zijn moeder is van Frans-Canadese afkomst. Hij groeide op in Marshalltown (Iowa).
In 1996 studeerde hij aan de Stanford-universiteit af in de richting werktuigkunde. Drie jaar later behaalde hij een master in architectuur aan de Columbia-universiteit.

## Carrière
In 1999 richtte hij met zijn vroegere studiegenoot Dean Di Simone het bedrijf KDLAB op, een studio voor grafische vormgeving en digitale animatie. Met KDLab ontwierp hij verscheidene reclamespots, waaronder Les Jumelles (voor Nike) en  Mad World (voor de videogame Gears of War).
In 2007 werden Kosinski's reclamespots en visuele stijl opgemerkt door Sean Bailey, een producent van Disney die plannen had om een reboot annex sequel van Tron (1982) te maken. Met een budget van zo'n 170 miljoen dollar regisseerde Kosinski vervolgens Tron: Legacy (2010) voor de studio. De film was met een wereldwijde opbrengst van 400 miljoen dollar een succes.
Omstreeks 2010 probeerde hij samen met Brad Pitt en Tom Cruise de autoracefilm Go Like Hell te maken. Het project werd uiteindelijk omwille van budgettaire redenen stopgezet door 20th Century Fox, waarna het in 2019 door James Mangold verfilmd werd onder de titel Ford v Ferrari.
Voor zijn volgende filmproject, de sciencefictionfilm Oblivion (2013), werkte hij opnieuw samen met Tom Cruise. Het project werd al in 2005 door Kosinski bedacht, maar omwille van een staking van de Writers Guild of America kon hij aanvankelijk geen scenarist inhuren om een script te schrijven. Het project werd daarom in eerste instantie als een striproman ontwikkeld door Kosinski.
In 2016 regisseerde hij de biografische rampenfilm Only the Brave (2017). De film, over de grote natuurbrand die in 2013 in Yarnell (Arizona) woedde, werd ondanks een cast bestaande uit onder meer Josh Brolin, Jeff Bridges, Miles Teller en Jennifer Connelly en overwegend positieve recensies geen financieel succes. 
Nadien regisseerde Kosinski met Top Gun: Maverick opnieuw een sequel van een filmhit uit de jaren 1980. Voor de verfilming werkte hij opnieuw samen met Cruise, Teller en Connelly.

## Filmografie
- Tron: Legacy (2010)
- Oblivion (2013)
- Only the Brave (2017)
- Top Gun: Maverick (2022)
- Spiderhead (2022)
- F1 (2025)